# Catapyrgodesmus ceylonicus
Catapyrgodesmus ceylonicus är en mångfotingart som beskrevs av Filippo Silvestri 1920. Catapyrgodesmus ceylonicus ingår i släktet Catapyrgodesmus och familjen fingerdubbelfotingar. Inga underarter finns listade i Catalogue of Life.